# Khordha
Khordha es una ciudad y municipio situada en el distrito de Khordha en el estado de Odisha (India). Su población es de 46205 habitantes (2011). Se encuentra a  45 km de Cuttack y a 27 km de Bhubaneswar.

## Demografía
Según el censo de 2011 la población de Khordha era de 46205 habitantes, de los cuales 23937 eran hombres y 22268 eran mujeres. Khordha tiene una tasa media de alfabetización del 92,19%, superior a la media estatal del 72,87: la alfabetización masculina es del 95,24%, y la alfabetización femenina del 88,92%. 